# Dying Fetus
Dying Fetus (рус. «Умирающий плод») — американская дэт-метал-группа из Грэйтер Аппер Марлборо, штат Мэриленд. Основана в 1991 году. Dying Fetus — одна из немногих дэт-метал-групп, использующих политическую тематику в своём творчестве. Звучание группы характеризуется наличием хардкоровых риффов и сложной техникой исполнения. Ранняя лирика группы была посвящена обычным для дэт-метал-групп темам насилия. Постоянные изменения состава привели к тому, что единственным членом группы из оригинального состава остался Джон Галлахер (John Gallagher).
В 2010 году Dying Fetus возглавили международный рок-фестиваль Thrash and Burn European Tour 2010.

## История

### Начало (1991—1996)
Dying Fetus был основан в 1991 в Аппер Мальборо, штат Мэриленд, Джоном Галлахером (гитара, вокал) и Джейсоном Нетэртоном (бас, вокал). Группа начала репетировать, когда пара встретилась с гитаристом и вокалистом Ником Спелеосом в 1992 году. Тогда было решено, что Галлахер будет играть на барабанах, пока нужный барабанщик не будет найден. В этом составе группа написала несколько композиций, которые впоследствии были изданы в демозаписи Bathe In Entrails (рус. «Купаться в кишках») в конце 1993 года. Тогда же группа нашла барабанщика Роба Белтона, а также гитариста Брайана Лэтту, который заменил ушедшего Ника Спелеоса, после чего Джон Галлахер вернулся на роль гитариста и вокалиста. После перемен в составе группа выпустила новую демозапись Infatuation With Malevolence (рус. «Слепое увлечение со злодеянием») в мае 1994 года, позже выпущенного вместе с первым демо в 1995 в качестве сборника на калифорнийском лейбле Wild Rags Records.
6 августа 1996 года группа выпустила свой первый альбом Purification Through Violence, на лейбле Pulverizer Records. Альбом ознаменовал дальнейшее усовершенствование развивающегося звучания группы, состоящего из риффов дэт-метала в сочетании с тяжелым слэмом, в семи оригинальных песнях и одной кавер-версии Napalm Death, «Scum». Барабанщик Роб Белтон ушёл из группы и его место за ударными занял Кейси Баклер для концертных выступлений. Впоследствии Кейси попросили покинуть группу, поскольку они договорились, что он будет играть на барабанах в туре, который они провели в том году. Диск был выпущен Pulverized Records на территории США, и Diehard в Европе.

### Выход из андеграунда (1996—2000)
Не имея промоушена и лейбла, группа поехала в североамериканский тур вместе с Kataklysm и Monstrosity. На место барабанщика в группу пришёл Эрик Сейенга, сменивший Кейси Баклера. Однако к 1997 Эрик Сейенга оставил группу после короткого майского тура по Техасу. На смену Эрику приходит барабанщик Кевин Талли, который присоединился к составу летом 1997. В этом составе группа попала во внимание немецкого инди-лейбла Morbid Records, которые подписали с группой контракт в начале 1998 года на выпуск одного альбома. И уже 27 июля 1998 года группа выпустила свой второй альбом, Killing On Adrenaline. 2-й альбом, как и дебютный, содержал 7 оригинальных композиций и одну кавер-версию «Judgement Day» группы Integrity.
Morbid Records предоставили плохой промоушен в дэт-метал-андеграунде, однако группа вылезала из андеграунда благодаря своим живым выступлениям. В конце 1998 года гитарист Брайан Лэтта уходит из группы, приведя в группу нового гитариста Джона Войлеса. Следующий тур стал самым большим на тот момент в истории группы — 9 недель, 52 даты, 12 стран (начиная США и Испанией и заканчивая Польшей и Бельгией). Более трёх недель длился их тур Underground Terrorism. Не были обойдены вниманием и фестивали (в частности Morbid Metalfest), выступая на которых, ребята с блеском представили материал с нового альбома. Наряду с этим ни на минуту не прекращалась раскрутка имени Dying Fetus посредством интервью для радио и журналов, помещения треков на компиляции и продвижения в сети Интернет. В 1999 году сборник демозаписей Infatuation With Malevolence, снабжённый изрядным количеством бонусов, переиздаётся на Blunt Force. Вскоре там же выходит мини-альбом Grotesque Impalement, содержащий каверы и старые нереализованные записи. Тем временем музыканты выступают на таких фестивалях, как New England Hardcore And Metalfest, March Metal Meltdown II, играют в Европе (в Германии, Бельгии и Чехии) и становятся хэдлайнерами на германском Fuck The Commerce Fest, а также поддерживают туры Destruction и Vader.

### Relapse Records и новый состав (2000—2003)
К 2000 году Dying Fetus привлекли внимание андеграундного лейбла Relapse Records, которая впоследствии подписала с группой контракт.
Вернувшись снова в студию Hit and Run Стива Карра в Мэриленде (где записывались все предыдущие альбомы Dying Fetus), Dying Fetus записали весной 2000 года свой дебютный альбом в Relapse (и в целом третий полноформатный альбом) Destroy the Opposition. Альбом был включен в список 100 лучших альбомов десятилетия по версии Decibel за 2000-е годы (Decibel Magazine Special Edition, декабрь 2009), а также в «Зал славы» Decibel (#89, июль 2012).
Однако после выхода Destroy the Opposition оригинальный участник Джейсон Нетертон покинул группу по личным причинам, а затем гитарист Войлс и барабанщик Тэлли покинули группу всего через несколько месяцев после выхода альбома (с тех пор они сформировали группу Misery Index). Галлахер нанял гитариста Майка Кимболла, певца Винса Мэтьюза, басиста/бэк-вокалиста Шона Бисли и вернувшегося Эрика Сайенгу на барабанах.
С новым составом группа выпустила свой 4-й альбом Stop at Nothing в 2003 году, еще один альбом с продюсированием Карра и сильными политическими темами. Для трека «One Shot, One Kill» был снят рекламный клип.

### Изменения в составе, возвращение в форму (2003-настоящее время)

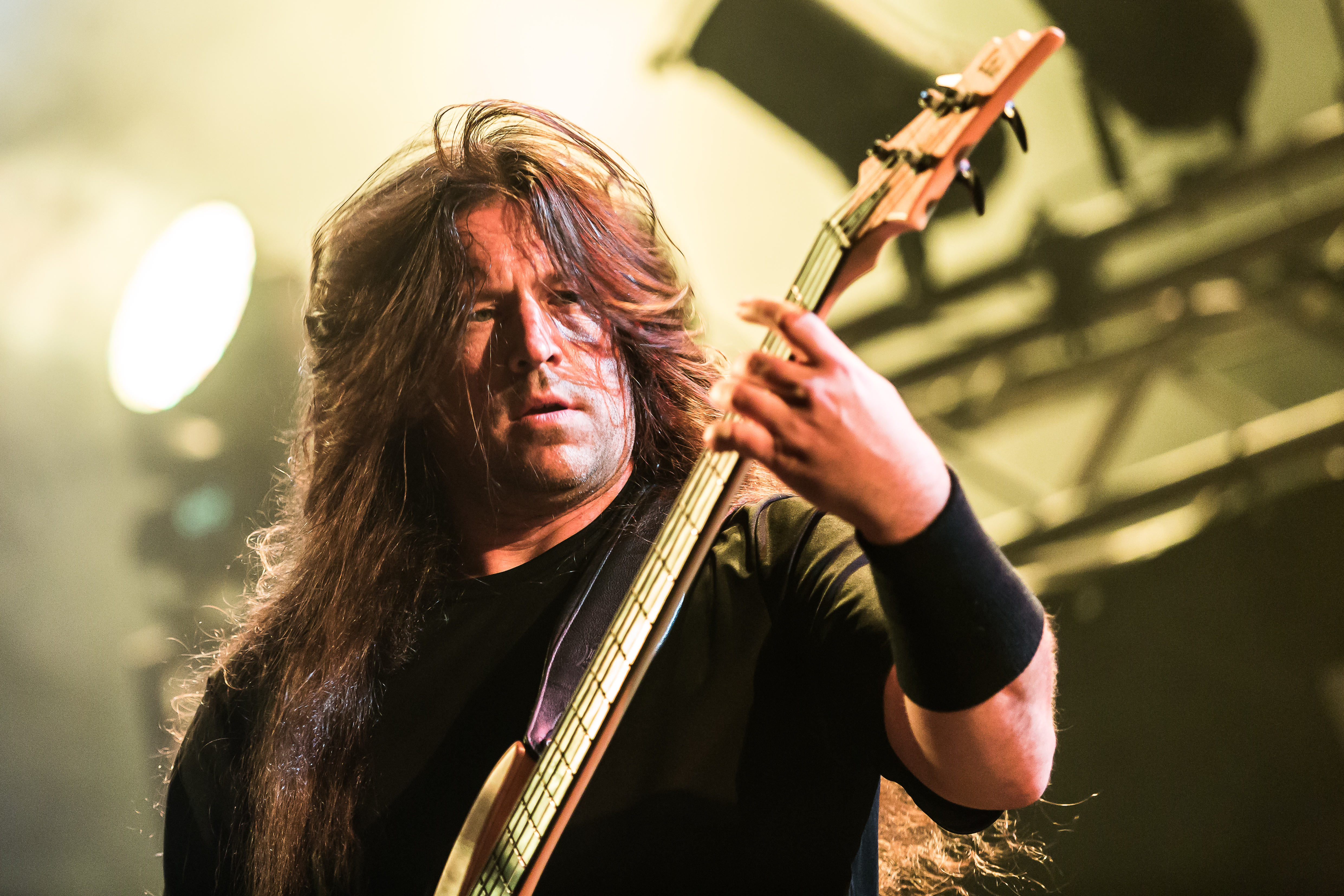
Басист Шон Бисли присоединился к группе в 2001 году и с тех пор является одним из двух вокалистов Dying Fetus.

Dying Fetus много гастролировали в поддержку Stop at Nothing и получили ротацию в музыкальном клипе «One Shot, One Kill» на Headbanger’s Ball. Другим средством, которое привело к разоблачению группы, стала дальнейшая поддержка со стороны Relapse Records (такие исполнители, как Mastodon, набирали популярность), а также полноценный тур по Северной Америке с GWAR в 2005 году. Однако в последующие годы состав Stop at Nothing претерпел изменения, поскольку барабанщик Эрик Сайенга снова ушел, а вокалист Винс Мэтьюз сформировал Criminal Element. Однако Dying Fetus снова вернулись: басист Бисли взял на себя вокал, а барабанщик Дуэйн Тимлин (экс-Divine Empire/Broken Hope) присоединился к ним в 2006 году.
Этот состав затем записал War of Attrition, который был выпущен в марте 2007 года. Темы включают в себя нападки на реалити-шоу, войну с терроризмом, расовое невежество и недостатки в системе уголовного правосудия. Песни включают «Homicidal Retribution», «Raping the System» и «Parasites of Catastrophe». Второй музыкальный клип Dying Fetus был снят на «Homicidal Retribution».
Еще одна смена состава Dying Fetus произошла в июле 2007 года: барабанщик Дуэйн Тимлин был уволен из-за несовместимости. Новым барабанщиком группы стал Трей Уильямс из местной балтиморской группы Severed Head. Майк Кимболл также покинул группу, и с тех пор они остаются трио.
15 сентября 2009 года Dying Fetus выпустили свой шестой альбом Descend into Depravity на Relapse Records. Три года спустя, их следующий альбом Reign Supreme был выпущен 19 июня 2012 года. Группа выпустила первый сингл с альбома, «Subjected to a Beating», 2 апреля 2012 года.
Dying Fetus были хедлайнерами тура по США при поддержке Exhumed, Abiotic и Waking the Cadaver. Devourment должны были выступить в туре, но отказались от участия за месяц до этого. Rivers of Nihil появлялись в отдельных местах тура.
4 ноября 2013 года, после того как Avenged Sevenfold были объявлены хедлайнерами Download Festival 2014, один из поклонников группы заявил, что другие группы больше заслуживают места в хедлайнерах фестиваля, и сказал: «Все говорят о том, что это хорошо, чтобы дать шанс новой крови, так почему бы не Machine Head, Lamb of God, Testament, Dying Fetus или Carcass? Дайте им шанс». Из-за небольшого размера фан-базы группы это вызвало имитацию интернет-кампании с хэштегом «#WhyNotDyingFetus?», который стал трендом по всему миру. 6 ноября 2013 года Энди Коппинг объявил в своем Twitter, что благодаря интернет-кампании было подтверждено, что Dying Fetus выступит на фестивале. Группа была первой, кто сыграл на главной сцене в субботу.
К июню 2016 года Dying Fetus работали над своим восьмым студийным альбомом, релиз которого ожидался летом 2017 года.
К середине апреля 2017 года и группа, и Relapse Records объявили в социальных сетях о выпуске своего восьмого студийного альбома под названием Wrong One to Fuck With, который был выпущен 23 июня 2017 года и включал в себя рекламный видеоролик для Gallagher, Williams, Beasley, and Associates — Death Metal Attorneys at Law.
В 2019 году музыка группы прозвучала в эпизоде «Группа в Китае» сериала «Южный парк».

## Музыкальный стиль
Dying Fetus можно описать как дэт-метал, грайндкор, брутальный дэт-метал и техничный дэт-метал, включив элементы каждого из них в свой музыкальный стиль.
Их звучание известно своими «жестокими» бласт-битами, а также гортанным вокалом фронтмена Джона Галлахера.

## Участники группы
| Текущий состав - Джон Галлахер — гитары, вокал (1991—наши дни), ударные (1991—1994) - Шон Бисли — бас-гитара (2001—наши дни), вокал (2004—наши дни) - Трей Уильямс — ударные (2007—наши дни) Бывшие участники - Ник Спелеос — гитары, вокал (1991—1994) - Роб Белтон — ударные (1994—1997) - Брайн Латта — гитары (1994—1999) - Джейсон Нетертон — бас-гитара, вокал (1991—2000) - Дерек Бойер — бас-гитара (2001) - Кевин Тэлли — ударные (1997—2001) - Джон «Спарки» Войлс — гитары (1999—2001) - Брюс Грейг — вокал (2001—2002; умер в 2002) - Винс Мэттьюс — вокал (2001—2004) - Эрик Сайенга — ударные (2001—2005) - Дуэйн «Cryptic Winter» Тимлин — ударные (2006—2007) - Майк Кимбол — гитары (2003—2008) | Сессионные/концертные участники - Кейси Баклер — ударные (1995—1996) - Эрик Сайенга — ударные (1996—1997) - Джон Лонгстрет — ударные (2004) |

## Дискография

### Студийные альбомы
- Purification Through Violence[англ.] (6 августа 1996)
- Killing on Adrenaline[англ.] (27 июля 1998)
- Destroy the Opposition[англ.] (3 октября 2000)
- Stop at Nothing[англ.] (13 мая 2003)
- War of Attrition[англ.] (6 марта 2007)
- (Descend into Depravity[англ.]  (15 сентября 2009)
- Reign Supreme[англ.] (19 июня 2012)
- Wrong One To Fuck With[англ.] (23 июня 2017)
- Make Them Beg for Death[англ.] (8 сентября 2023)

Компиляции
- Infatuation with Malevolence (1995)[21]

EP
- Grotesque Impalement (2000)[22]
- Split 7" with Deep Red (2001)
- History Repeats… (19 июля 2011) (Covers EP)[23]

Демозаписи
- Bathe in Entrails demotape (1993)
- Infatuation with Malevolence demotape (май 1994)

## Клипы
- We Are Your Enemy (1998) Morbid Records
- Kill Your Mother, Rape Your Dog (1998) Morbid Records
- One Shot One Kill (2003) Relapse Records, режиссёр — Кип Биссел[24]
- Homicidal Retribution (2007) Relapse Records, режиссёр — Фрэнк Хуанг[25]
- Shepherd’s Commandment (2010) Relapse Records, режиссёр — Кевин Кастер[26]
- Your Treachery Will Die With You (2010) Relapse Records, режиссёр — Кевин Кастер[27]
- From Womb To Waste (2012) Relapse Records, режиссёр — Скотт Хансен[28]
- Second Skin (2013) Relapse Records, режиссёр — Джейкоб Ареварн[29]
- Fixated On Devastation (2017) Relapse Records, режиссёр — Митч Месси[30]
- Die With Integrity (2017) Relapse Records, режиссёр — Митч Месси
- Panic Amongst The Herd (2017) Relapse Records, режиссёр — Маунт Эмульт[31]
- Wrong One To Fuck With (2018) Relapse Records, режиссёр — Джеймс Пресэйчер[32]
- Compulsion For Cruelty (2022) Relapse Records, режиссёр — Эрик ДиКарло[33]
- Unbidled Fury (2023) Relapse Records, режиссёр — Эрик Ричтер[34]
- Feast of Ashes (2023) Relapse Records, режиссёр — Blvckbox Studios[35]